# Список міністрів закордонних справ Німеччини
Міністри закордонних справ Німеччини

## Статс-секретарі імперського відомства закордонних справ кайзеровської Німеччини, 1871—1919

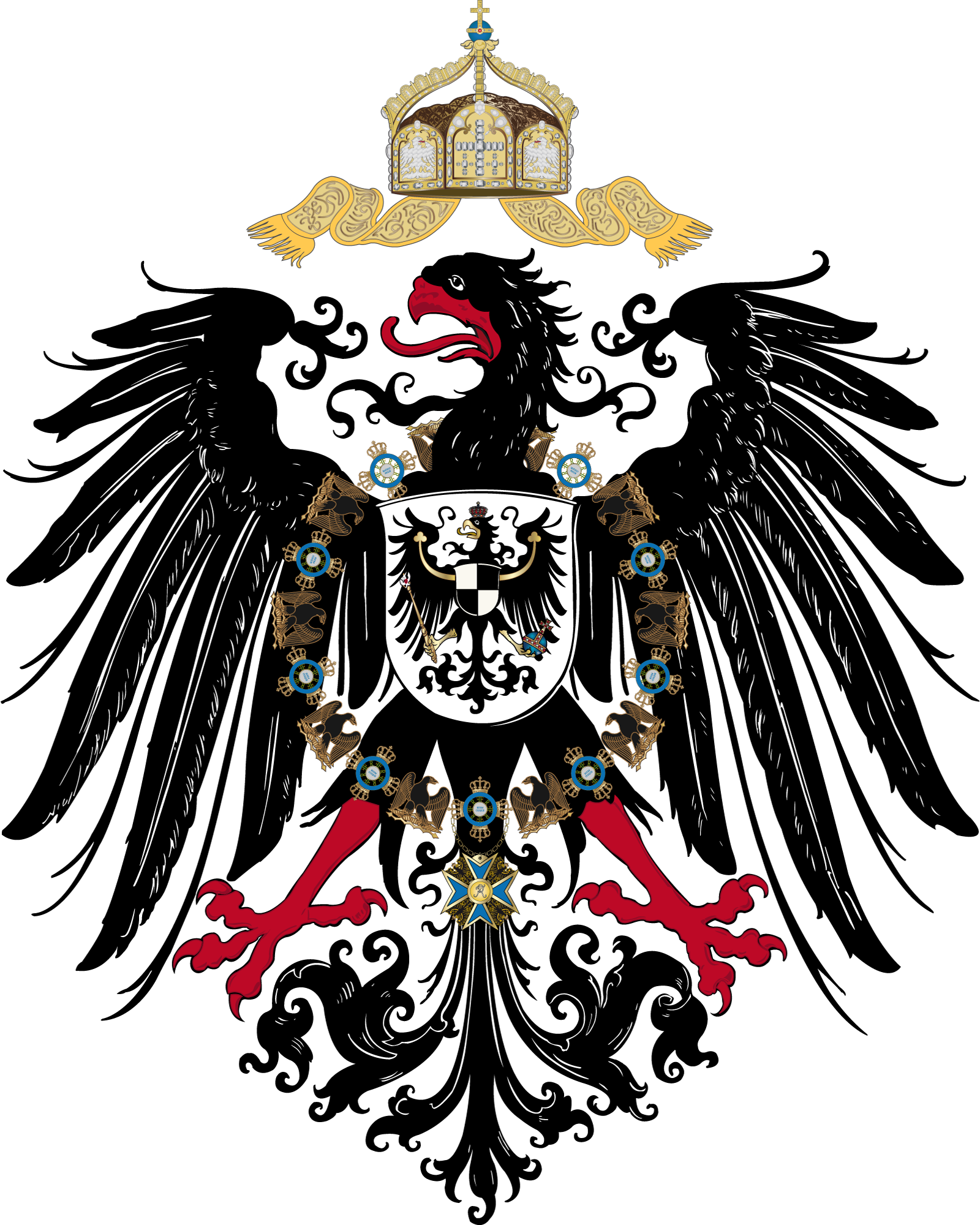
Герб Німецької імперії

| Ім'я                         | Термін    |
| ---------------------------- | --------- |
| Герман фон Тіле              | 1871–1872 |
| Герман Людвіг фон Балан      | 1872–1873 |
| Бернгард Ернст фон Бюлов     | 1873–1879 |
| Йозеф Марія фон Радовіц      | 1879–1880 |
| Хлодвіг Гогенлое             | 1880–1880 |
| Фрідріх цу Лімбург-Штірум    | 1880–1881 |
| Клеменс Буш                  | 1881–1881 |
| Пауль фон Гацфельдт          | 1881–1885 |
| Герберт фон Бісмарк          | 1885–1890 |
| Адольф Маршал фон Біберштейн | 1890–1897 |
| Бернгард фон Бюлов           | 1897–1900 |
| Освальд фон Ріхтгофен        | 1900–1906 |
| Генріх фон Чіршкі            | 1906–1907 |
| Вільгельм фон Шен            | 1907–1910 |
| Альфред фон Кідерлен-Вехтер  | 1910–1912 |
| Готліб фон Ягов              | 1913–1916 |
| Артур Ціммерман              | 1916–1917 |
| Ріхард фон Кюльман           | 1917–1918 |
| Пауль фон Гінце              | 1918–1918 |
| Вільгельм Зольф              | 1918–1918 |
| Ульріх фон Брокдорф-Ранцау   | 1918–1919 |

## Міністри закордонних справ Веймарської республіки, 1919—1933

Герб Веймарської республіки

| Ім'я                       | Термін    |
| -------------------------- | --------- |
| Ульріх фон Брокдорф-Ранцау | 1919–1919 |
| Герман Мюллер              | 1919–1920 |
| Адольф Кестер              | 1920–1920 |
| Вальтер Сімонс             | 1920–1921 |
| Фрідріх Розен              | 1921–1921 |
| Йозеф Вірт                 | 1921–1922 |
| Вальтер Ратенау            | 1922–1922 |
| Йозеф Вірт                 | 1922–1922 |
| Фредерік фон Розенберг     | 1922–1923 |
| Густав Штреземан           | 1923–1929 |
| Юліус Куртіус              | 1929–1931 |
| Генріх Брюнінг             | 1931–1932 |
| Костянтин фон Нейрат       | 1932–1933 |

## Міністри закордонних справ Третього рейху, 1933—1945

Герб Третього рейху

| Ім'я                     | Термін    |
| ------------------------ | --------- |
| Костянтин фон Нейрат     | 1933–1938 |
| Йоахим фон Ріббентроп    | 1938–1945 |
| Артур Зейсс-Інкварт      | 1945–1945 |
| Людвіг Шверін фон Крозіг | 1945–1945 |

## Міністри закордонних справ Німецької Демократичної Республіки, 1949—1990

Герб НДР

| Ім'я            | Термін    |
| --------------- | --------- |
| Георг Дертінгер | 1949–1953 |
| Антон Аккерман  | 1953–1953 |
| Лотар Больц     | 1953–1965 |
| Отто Вінцер     | 1965–1975 |
| Оскар Фішер     | 1975–1990 |
| Маркус Мекель   | 1990–1990 |
| Лотар де Мезьєр | 1990–1990 |

## Міністри закордонних справ Федеративної Республіки Німеччина

Герб ФРН

| Ім'я                     | Термін      |
| ------------------------ | ----------- |
| Конрад Аденауер          | 1951–1955   |
| Генріх фон Брентано      | 1955–1961   |
| Герхард Шредер (міністр) | 1961–1966   |
| Віллі Брандт             | 1966–1969   |
| Вальтер Шеєль            | 1969–1974   |
| Ганс-Дітріх Геншер       | 1974–1982   |
| Гельмут Шмідт            | 1982–1982   |
| Ганс-Дітріх Геншер       | 1982–1992   |
| Клаус Кінкель            | 1992–1998   |
| Йошка Фішер              | 1998–2005   |
| Франк-Вальтер Штайнмаєр  | 2005–2009   |
| Гідо Вестервелле         | 2009 — 2013 |
| Франк-Вальтер Штайнмаєр  | 2013 — 2017 |
| Зігмар Габрієль          | 2017 — 2018 |
| Гайко Маас               | 2018 — 2021 |
| Анналена Бербок          | 2021 — 2025 |
| Йоганн Вадефуль          | 2025 — нині |